# Neuhaus (Weissenbach an der Triesting)
Pour les articles homonymes, voir Neuhaus.
Neuhaus en Wienerwald est une localité autrichienne. Elle fait partie de la commune de Weissenbach an der Triesting.  Elle est célèbre pour sa manufacture de glaces fondée en 1694 ainsi que pour sa cure thermale et ses hôtels du XIXe siècle.
La localité est la « Neuhaus », mentionnée dans la pièce de théâtre Place des Héros de Thomas Bernhard.

## Source
Cet article comprend des extraits du Dictionnaire Bouillet. Il est possible de supprimer cette indication, si le texte reflète le savoir actuel sur ce thème, si les sources sont citées, s'il satisfait aux exigences linguistiques actuelles et s'il ne contient pas de propos qui vont à l'encontre des règles de neutralité de Wikipédia.